# Septemvri
Septemvri (in bulgaro Септември?) è un comune bulgaro situato nella Regione di Pazardžik di 29 531 abitanti (dati 2009). La sede comunale è nella località omonima.

## Località
Il comune è formato dall'insieme delle seguenti località:
- Septemvri (sede comunale)
- Bošulja
- Gorno Văršilo
- Dolno Văršilo
- Zlokučene
- Karabunar
- Kovačevo
- Lozen
- Semčinovo
- Simeonovec
- Slavovica
- Varvara
- Vetren
- Vetren dol
- Vinogradec